# Punta Winship
La punta Winship es un cabo que marca la entrada oeste a la caleta Potter, ubicada en el suroeste de la isla Rey Jorge/25 de Mayo de las Shetland del Sur, Antártida.

## Historia y toponimia
Fue nombrado por el Comité de Topónimos Antárticos del Reino Unido en 1960 en homenaje a Jonathan Winship III (1780-1843), capitán del buque O'Cain que entre 1820 y 1821 operó desde la caleta Potter, dedicándose a la caza de ballenas. Winship, realizó en ese momento una colección de rocas del área.
Entre 1934 y 1935 la punta fue cartografiada por el equipo de Investigaciones Discovery, y en 1956 el equipo británico del Falkland Islands and Dependencies Aerial Survey Expedition tomó fotografías aéreas del sector.

## Reclamaciones territoriales
Argentina incluye a la isla Rey Jorge/25 de Mayo en el departamento Antártida Argentina dentro de la provincia de Tierra del Fuego, Antártida e Islas del Atlántico Sur; para Chile forma parte de la comuna Antártica de la provincia Antártica Chilena dentro de la Región de Magallanes y de la Antártica Chilena; y para el Reino Unido integra el Territorio Antártico Británico. Las tres reclamaciones están sujetas a las disposiciones del Tratado Antártico.
Nomenclatura de los países reclamantes: 
- Argentina: punta Winship[5][6]
- Chile: punta Winship[7]
- Reino Unido: Winship Point[4]